# Waldorf (Maryland)
Waldorf – jednostka osadnicza w Stanach Zjednoczonych, w stanie Maryland, w hrabstwie Charles.